# Leake County Revelers
Die Leake County Revelers waren eine US-amerikanische Old-Time-Band aus Mississippi. Ihr größter Hit waren die Instrumental-Walzer Wednesday Night Waltz / Good Night Waltz.

## Karriere
Als der Leiter von Columbia Records’ Hillbilly-Abteilung, Frank Walker, im Jahr 1927 nach Mississippi kam, um neue Talente zu suchen, konnte er kaum eine ärmere Region als das Leake County finden. „The people are removed from education and all sorts of socical contacts“, erinnerte sich Walker später. Die Einwohner des Countys verwiesen ihn schnell an eine Band, die in der Region bereits sehr populär war. Er taufte sie die Leake County Revelers und nahm sie für Columbia unter Vertrag. Vorher gingen die Mitglieder dieser Gruppe der Musik nur hobby-mäßig nach; R.O. Mosley führte einen Eisenwarenladen, Jim Wolverton war Farmer und Will Gilbert ein ewiger Junggeselle, der seinen Beruf häufig wechselte.

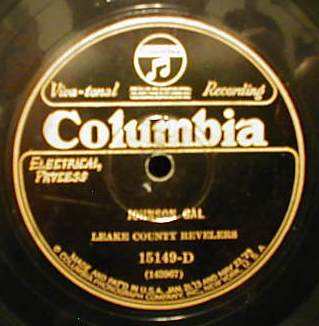
Johnson Gal, 1927

Die erste Session der Leake County Revelers fand im April 1927 in New Orleans, Louisiana, statt. Von den vier eingespielten Stücken brachte bereits die zweite Single, Wednesday Night Waltz / Good Night Waltz, den großen Erfolg. Mit über 200.000 verkauften Exemplaren wurde sie zum größten Erfolg der Band und zugleich zu einem der größten Old-Time-Hits des Jahrzehnts. Schnell tauchten Coverversionen des Wednesday Night Waltz auf; die Kessinger Brothers nahmen eine Version für Brunswick Records auf, die North Carolina Hawaiians spielten den Song für OKeh Records ein und Carson Robison & Frank Luther nahmen eine Version für Victor Records, Brunswick und Edison Records auf. 1934 wurde die Single wiederveröffentlicht und sofort entstanden neue Versionen von den Stripling Brothers und Riley Puckett. Die Verkäufe der Gruppe konnten sich mit denen der Georgia-Stringband Gid Tanner and his Skillet Lickers oder von Charlie Poole und dessen North Carolina Ramblers messen. Die Revelers traten nun in ganz Mississippi auf und waren Samstagabends über WJDX aus Jackson, Mississippi, zu hören. Das Jahr 1928 brachte, neben einem Engagement für Huey Pierce Longs Gouverneurs-Kampagne, weitere Sessions und Singles mit relativ guten Verkäufen. Einige ihrer Titel wurden über Regal-Zonophone Records auch in Australien und England veröffentlicht.
Das Repertoire der Leake County Revelers war geprägt von Waltzern, auch wenn sie Breakdowns wie Johnson Gal und Leather Breeches, Yodel-Songs wie Georgia Camp Meeting und andere Fiddle-Stücke wie Monkey in the Dog Cart, Bring Me a Bottle (ihre Version des Skillet-Lickers-Hits Pass Around the Bottle) oder Been to the East - Been to the West aufnahmen. Ihr Klang war klar und markant, kreiert durch das glatte Fiddle-Spiel Will Gilberts und der klimpernden Mandoline von R.O. Mosley. Unterstützt wurden die beiden durch die unscheinbare Begleitung von Jim Wolverton und Dallas Jones.
Wie es vielen anderen Künstlern der damaligen Zeit passierte, zerstörte die Weltwirtschaftskrise auch die Karriere der Leake County Revelers. Ihre letzte Session hielten sie im Dezember 1930 ab, danach brach die Gruppe auseinander. Mosley, das älteste Mitglied, starb bereits in den 1930er Jahren.
Trotzdem wirkte der Erfolg der Revelers bis in die 1970er Jahre hinein. Es gab immer wieder Bands, die unter ähnlichen Namen auftraten und in den 1970er Jahren führten Nachfahren von Will Gilbert die Leake County String Band, die 1976 in dem Film Ode to Billy Joe zu sehen war.

## Diskografie
Siehe auch: The Alabama Barnstormers
| Jahr                    | Titel                                                                                                  | #                | Anmerkungen |
| ----------------------- | --- | ---------------- | ----------- |
| Columbia Records        | |                  |             |
| 1927                    | Johnson Gal / Leather Breeches                                                                         | 15149-D          |             |
| 1927                    | Wednesday Night Waltz / Good Night Waltz                                                               | 15189-D          |             |
| 1927                    | The Old Hat / Monkey in the Dog Cart                                                                   | 15205-D          |             |
| 1927                    | My Bonnie Lies Over the Ocean / In the Good Old Summertime                                             | 15227-D          |             |
|                         | Merry Widow Waltz / Make Me a Bed on the Floor                                                         | 15264-D          |             |
|                         | They Go Simply Wild Over Me / Put Me in My Little Bed                                                  | 15292-D          |             |
| 1928                    | Crow Black Chicken / Been To the East - Been To the West                                               | 15318-D          |             |
|                         | Julia Waltz / Rocking Yodel                                                                            | 15353-D          |             |
| 1929                    | Bring Me a Bottle / Molly Put the Kettle On                                                            | 15380-D          |             |
| 1929                    | Georgia Camp Meeting / I’m Gwin [!] Back To Dixie                                                      | 15409-D          |             |
|                         | Memories Waltz / Where The Silv'ry Colorado Wends Its Way                                              | 15427-D          |             |
|                         | Dry Town Blues / Good Fellow                                                                           | 15441-D          |             |
|                         | Uncle Ned / Saturday Night Breakdown                                                                   | 15470-D          |             |
|                         | Sweet Rose of Heaven / Beautiful Bells                                                                 | 15501-D          |             |
|                         | Leake County Blues / Lonesome Blues                                                                    | 15520-D          |             |
|                         | Mississippi Moon Waltz / Courtin' Days Waltz                                                           | 15569-D          |             |
|                         | Magnolia Waltz / Birds in the Brook                                                                    | 15625-D          |             |
|                         | When It’s Springtime In the Rockies / Jungle Waltz                                                     | 15648-D          |             |
| 1931                    | Mississippi Breakdown / Thirty First Street Blues                                                      | 15668-D          |             |
|                         | Texas Fair / Picture No Artist Can Paint                                                               | 15691-D          |             |
|                         | Memories / Lazy Kate                                                                                   | 15767-D          |             |
|                         | My Wild Irish Rose / Listen to the Mocking Bird                                                        | 15776-D          |             |
| Unveröffentlichte Titel | |                  |             |
| 1928                    | - Julia Waltz (alt. Version) - Coon, Coon, Coon - Texas Kickin’ Maud                                   | Columbia Records |             |
| 1929                    | - Bonnie Blue Eyes - In the Shadow of the Pines - Leake County Breakdown - Smith’s March (New Orleans) | Columbia Records |             |
| 1930                    | - Gilmar Waltz [!]                                                                                     | Columbia Records |             |